# Far Mountain
Far Mountain är ett berg i Kanada.   Det ligger i provinsen British Columbia, i den sydvästra delen av landet, 3 600 km väster om huvudstaden Ottawa. Toppen på Far Mountain är 2 410 meter över havet. Far Mountain ingår i Ilgachuz Range.
Terrängen runt Far Mountain är huvudsakligen kuperad, men åt sydväst är den bergig. Far Mountain är den högsta punkten i trakten. Trakten runt Far Mountain är nära nog obefolkad, med mindre än två invånare per kvadratkilometer.. Det finns inga samhällen i närheten. 
I omgivningarna runt Far Mountain växer i huvudsak barrskog.